# 达氏异孔石鲈
达氏异孔石鲈为笛鲷目石鲈科异孔石鲈属的鱼类，分布于东太平洋海域的浅水区，为食用鱼。

## 物种分布
达氏异孔石鲈分布于美国加利福尼亚州中部至墨西哥下加利福尼亚州中部的水域，在加利福尼亚湾西北部和东部亦有分布。

## 生态
达氏异孔石鲈为底栖鱼类，生活于水深不超过40米的浅水中。成年个体多出没于岩礁或是珊瑚礁附近以及海藻林的底部，而幼年个体在成群生活于潮池之中。。
达氏异孔石鲈的主要食物为甲壳类、头足类和苔藓虫。
达氏异孔石鲈最长可达58厘米，寿命可达15岁。

## 种群现状
目前达氏异孔石鲈在其分布范围内大部分区域都有颇为稳定的种群数量，IUCN评级为无危。